# Trappiste de Campénéac
Pour les articles homonymes, voir Trappiste (homonymie).
Le trappiste de Campénéac est un fromage, préparé par les moines de l'abbaye de la Joie Notre-Dame, à Campénéac, dans le Morbihan.
Il s'agit d'un fromage à pâte pressée non cuite, élabore à partir de lait de vache.